# Грегорија
Григорија (умрла после 650. године), је била византијска царица, супруга Константина III. Владала је као регент током малолетства свог сина Констанса II између 641. и 650. године. 

## Биографија

### Породица
Григорија је била ћерка Никите, рођака Ираклија. Никита је 608. године предводио инвазију из Египта, током побуне која је довела Ираклија на престо. Никита се борио против представника Фоке у Египту и чини се да обезбедио Ираклију контролу над овом провинцијом до 610. године. Дана 5. октобра 610. године Ираклије је наследио Фоку као цар. Никита је награђен високим чином патрикија и војним положајем заповедника Ескубите. Изгледа да је остао да управља над Египтом и учествовао је у одбрани од напада Хозроја II, сасанидског владара. Египат је 618. године освојен од стране Хозроја, али је Никита преживео. Постављен је за егзарха Картагине. Његов мандат отпочео је 619. године и трајао је до његове смрти 628/629. године. Грегоријин деда по оцу био је Грегорије, брат Ираклија Старијег. Маврикије је Ираклија именовао за егзарха Африке. Ираклије Старији је подржао побуну свога сина. 

### Царица
Григорија је била верена за свог рођака Константина III. Он је био једини Ираклијев познати син из брака са Фабијом Евдокијом. Константина је 22. јануара 613. године његов отац крунисао за цара и савладара. Брак Грегорије и Константина закључен је 629. или 630. године. Младожења је имао око седамнаест година. Грегорија је вероватно била сличног узраста. У Цариград је стигла из западног Пентаполиса у Киренаики. Пошто је Киренаика била на територији њеног оца Никите, претпоставља се да је Грегорија одгојена под његовим надзором. Она је носила титулу августе, али је Мартина, Ираклијева супруга, била главна царица. 
Григорија и њен супруг имали су најмање два сина: Констанса II, рођеног 7. новембра 630. године. Према Теофану Исповеднику, други син звао се Теодосије. Погубио га је Констанс II 659/660. године. По неким генеалогијама, пар је имао и ћерку, наводну супругу Издигерда III. Ираклије је умро 11. фебруара 641. године. Константин је постао главни цар, са својим полубратом Ираклоном, као савладаром. Константин је, међутим, умро априла или маја исте године. Побуна у корист Констанса II спроведена је под вођством генерала Валентина, оца његове будуће супруге Фаусте. Како је Констанс био малолетан до 650. године, Грегорија је владала као регент до 650. године. Њена делатност у овом периоду није документована. 